# Peter Willemoes

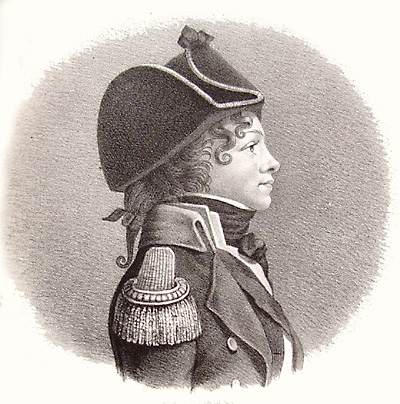
Peter Willemoes

Peter Willemoes (Assens, 11 mei 1783 - Sjællands Odde, 22 maart 1808) was een Deense marineofficier.

## Biografie
Willemoes werd geboren op 11 mei 1783 in Assens op het eiland Funen, waar zijn vader ambtenaar was. Op 12-jarige leeftijd werd hij naar de Marineacademie in Kopenhagen gestuurd. In 1795 werd hij cadet en in 1800, op 17-jarige leeftijd, behaalde hij de rang van van eerste officier als tweede luitenant en diende op de schepen Louise Augusta en Denemarken.
Tijdens de zeeslag bij Kopenhagen op 2 april 1801 voerde hij het bevel over een marine-batterij (Gernerske Flaadebatteri No. 1) met 24 kanonnen en een bemanning van 129. De batterij kwam in een positie tegenover twee grote Britse schepen: de Elephant (het vlaggenschip van de Engelse admiraal Horatio Nelson) en de Ganges. Na anderhalf uur vechten moest Willemoes het opgeven en de batterij uit het gevechtsgebied laten drijven. Na deze slag werd Peter Willemoes een Deense beroemdheid en lid van de Deense Orde van Vrijmetselaars. Hierna nam hij dienst op verschillende schepen, waaronder het fregat Rota in de Middellandse Zee in 1802.
Na zijn terugkeer in Denemarken begon hij rechten te studeren, maar hij stopte zijn studie in 1807 om in Russische dienst te gaan. Na het bombardement op Kopenhagen en de Britse confiscatie van de Deense vloot, keerde hij terug naar Denemarken in 1807. Willemoes schreef zich in op de Prinds Christian Frederik, het enige overgebleven Deense linieschip, dat door een verblijf in Noorwegen in september van hetzelfde jaar niet in Engelse handen was gevallen.
Op 22 maart 1808, op weg van de Grote Belt vanuit Noorwegen, ontmoette het schip een Engelse marine-eenheid bestaande uit twee linieschepen, een fregat en twee kleinere schepen. Na een paar uur vechten moesten ze het opgeven toen het schip aan de grond liep. Aan boord waren 132 gewonden en 69 doden, onder wie de 24-jarige Peter Willemoes. Hij werd door een kogel in zijn hoofd geraakt en werd daarna begraven op het Odden kerkhof.

## Reputatie en status
Peter Willemoes was een sympathieke en nationaal ingestelde jongeman die symbool staat voor het groeiende nationale bewustzijn in het eerste decennium van de 19e eeuw in Denemarken. Niet in de laatste plaats door de verzen van dichter en politicus N.F.S. Grundtvig, die in zijn gedichten nationale gevoelens en moed weergaf.
In een aantal Deense marktsteden is er een Willemoesgade, genoemd naar de zeeheld, bij Østerbro in Kopenhagen, Aarhus, Aalborg, Esbjerg en Assens.
Verschillende schepen van de Deense marine hebben de naam Peter Willemoes gekregen, in 2011 het schip F362 Peter Willemoes.